# William Frederick (2e duc de Gloucester et Édimbourg)
Pour les articles homonymes, voir Guillaume de Gloucester.
Titre
Duc de Gloucester et Édimbourg
1805 – 1834
Le prince William Frederick  ((fr) Guillaume-Frédéric), 2e duc de Gloucester et Édimbourg, est un membre de la famille royale britannique, né le 15 janvier 1776 au palais Teodoli de Rome, et mort le 30 novembre 1834 à Bagshot Park dans le Surrey. Membre de la Maison de Hanovre, il est l'arrière-petit-fils du roi George II, et le gendre de son successeur, George III du Royaume-Uni.

## Biographie
Le prince William de Gloucester naît le 15 janvier 1776 au palais Teodoli de la via del Corso de Rome. Il est le seul fils du prince Guillaume-Henri (1743-1805), 1er duc de Gloucester et Édimbourg, frère cadet de George III, et de sa femme Maria Walpole († 1807), ancienne comtesse Waldegrave. Avant d'accéder au titre de duc de son père, il est connu comme le « prince William de Gloucester ». 
Étudiant au Trinity College, il obtient les titres de maître ès Arts (M.A.) en 1790, puis en 1796 de docteur en Droit (LL.D., Cantab). Il est élu fellow de la Royal Society en 1797 et chancelier de l'université de Cambridge en 1811.
Il entre dans l'armée britannique à l'âge de treize ans, en 1789, et gravit rapidement les échelons. Il est major-général en 1796, lieutenant-général en 1799, général en 1808 et field-marshal en 1816. En 1799, il participe à l'invasion anglo-russe de la Hollande en tant que major-général de l'armée britannique, commandée par le célèbre Frederick d'York.
Le 22 juillet 1816, il épouse sa cousine germaine, la princesse Marie de Hanovre, quatrième fille de George III au palais St. James à Londres. Il se voit alors attribuer le titre d'Altesse Royale par le prince consort et futur George IV via décret en conseil. Mariés tous les deux à 40 ans, ils n'ont pas d'enfants.
Il participe peu à la politique britannique, mais se fait tout de même l'avocat de l'abolition de l'esclavage au Parlement et à l'African Institution, dont il est président. Durant la régence (1811-1820), il se rallie à l'opposition et soutient Augustus-Frédéric, duc de Sussex, contre le prince de Galles (le régent et futur George IV). Il soutient l'émancipation catholique, mais vote contre le « Reform Act 1832 ».
Il est connu pour être très collet monté et extrêmement pompeux, attachant une importance mal placée à son appartenance à la famille royale. En dépit de ses titres et distinctions, il est réputé pour son manque d'intelligence, surnommé « Silly Billy » (« Billy l'idiot ») par ses contemporains il est une cible privilégiée des caricaturistes.
Mort chez lui, le 30 novembre 1834 à Bagshot Park dans le Surrey, il est inhumé dans la chapelle St.-George de Windsor.

## Titulature
- Chevalier de la Jarretière, le 16 juillet 1794
- Grand-croix du Bain
- Grand-croix des Guelfes
  -  S.M. conseil privé

## Armoiries
| Blason | Blasonnement : Commentaires : Utilisé avant 1805. |

| Blason | Blasonnement : Écartelé, en I parti: en 1 de gueules aux trois léopards d'or, armés et lampassés d'azur (d'Angleterre) ; en 2 d'or, au lion de gueules, armé et lampassé d'azur, dans un double trescheur fleuronné et contre-fleuronné du second (d'Écosse) ; en II d'azur aux trois fleurs de lis d'or (de France moderne) ; en III d'azur, à la harpe d'or, cordée d'argent (d'Irlande) ; et IV tiercé en pairle renversé, 1, de gueules, à deux léopards d'or (de Brunswick) ; 2, d'or, semé de cœurs de gueules, au lion d'azur, armé et lampassé du deuxième brochant (de Lunebourg) ; 3, de gueules, au cheval cabré d'argent, harnaché d'or (de Westphalie) ; au lambel d'argent à cinq pendants brochant, chargé en cœur d'une fleur de lis d'azure les autres d'une croix de gueules. Commentaires : Utilisé comme Duc de Gloucester et Édimbourg (de 1805 à 1834). |